# Jean-Philippe Le Guellec

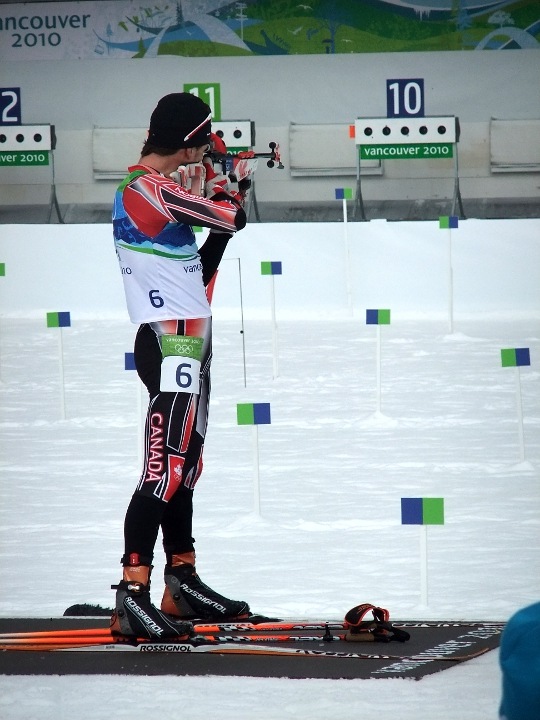
Jean-Philippe Le Guellec i olympiska vinterspelen 2010

Jean-Philippe Le Guellec, född den 31 juli 1985 i Kingston i Ontario, är en kanadensisk skidskytt.
Le Guellec började med skidskytte som fjortonåring. 
Under juniorvärldsmästerskapen 2004 lyckades Le Guellec ta flera medaljer i ungdomsklassen, bland annat en guldmedalj i sprint.
Han gjorde världscupdebut den 26 november 2005 i sprinttävlingen Östersund. Sju år senare, den 1 december 2012, kom hans första världscupvinst – också den i ett sprintlopp i Östersund.